# Mowat-Wilson-Syndrom
Das Mowat-Wilson-Syndrom ist eine seltene Erbkrankheit mit den Hauptmerkmalen eines Megakolon und einer angeborenen Intelligenzminderung, ein sogenanntes „Multiple-congenital-anomaly“-Syndrom.
Synonyme sind: englisch Microcephaly, Mental Retardation, and Distinct Facial Features, with or without Hirschsprung Disease; Hirschsprung Disease-Mental Retardation Syndrome
Die Bezeichnung bezieht sich auf die Hauptautoren der Erstbeschreibung aus dem Jahre 1998 durch die australischen Pädiater D. R. Mowat und M. J. Wilson.

## Verbreitung
Die Häufigkeit ist nicht bekannt, bislang wurden weniger als 200 Patienten beschrieben. Die Vererbung erfolgt autosomal-dominant.

## Ursache
Der Erkrankung liegen heterozygote Mutationen im ZEB2/ZFHX1B/SIP1-Gen im Chromosom 2 Genort q22.3 zugrunde. Letzteres kodiert für das SMAD-Interacting Protein.
Bislang wurde eine Vielzahl an Deletionen und Mutationen mit entsprechenden Untergruppen beschrieben.
- Monosomie (Hirschsprung-Krankheit und Intelligenzminderung durch Del(2)(q22) oder durch Monosomie 2q22 oder durch Mikrodeletion 2q22)[4]
- Punktmutationen (Hirschsprung-Krankheit und Intelligenzminderung durch Punktmutationen)[5]

## Klinische Erscheinungen
Klinische Kriterien sind:
- Gesichtsauffälligkeiten wie hohe Stirn, lange Augenbrauen, Hypertelorismus, tiefliegende Augen, Sattelnase, dreieckiges Kinn
- unterschiedlich ausgeprägte geistige Behinderung
- Krampfleiden
- angeborene Fehlbildungen wie kongenitales Megakolon, Hypospadie, Auffälligkeiten im Urogenitalsystem, Herzfehler, Corpus-callosum-Agenesie

## Diagnose
Die Diagnose basiert auf den klinischen Auffälligkeiten, die Sicherung erfolgt durch humangenetische Untersuchung.

## Differentialdiagnose
Die meisten der Erkrankungen, die bei diesem Syndrom angetroffen werden können, kommen auch isoliert vor.
Klinisch sind folgende Syndrome abzugrenzen:
- Shprintzen-Goldberg-Syndrom
- Angelman-Syndrom
- Smith-Lemli-Opitz-Syndrom
- Rubinstein-Taybi-Syndrom
- Pitt-Hopkins-Syndrom
- andere Syndrome mit kongenitalem Megakolon als ein Merkmal wie:
  - Al Gazali-Hirschsprung-Krankheit (Al Gazali-Hirschsprung-Krankheit; Al Gazali-Donnai-Mueller-Syndrom)[7]
  - Santos-Mateus-Leal-Syndrom[8]
  - Waardenburg-Syndrom, Typ IV (Waardenburg-Shah-Syndrom; Periphere demyelinisierende Neuropathie-zentrale demyelinisierende Leukodystrophie-Waardenburg-Syndrom-Hirschsprung Krankheit)[9]
  - Hirschsprung-Krankheit mit Ganglioneuroblastom[10]
  - Hirschsprung-Krankheit Typ D (mit Brachydaktylie)[11]